# Југославија на избору за Песму Евровизије 1973.
Југославија је учествовала на Евровизији у Луксембургу, Луксембург, са песмом "Гори ватра" Здравка Чолића.

## Југовизија
Ова Југовизија поново је донијела промјену локације такмичења - овога пута сели се у Опатију и Кристалну дворану хотела Кварнер.Поред промене локације, дошло је и до промене формата такмичења. Наиме, први пут се уводе полуфинале, не једно, већ два полуфинала . После две полуфиналне вечери, следи финале.
Прво полуфинално вече одржано је 1. марта , а друго 2. марта 1973. Водећа почаст у полуфиналу, као и у финалној, вечери припала је легендарном водећем двојцу који је водио Песму Евровизије у Загребу – Хелги Влаховић и Оливеру Млакар. У свакој полуфиналној вечери наступило је 18 извођача и песама, а 12 њих је прошло у велико финале. Жири од 40 чланова одлучивао је које ће песме проћи у финале. Занимљиво је да чланови жирија нису давали бодове, већ су једноставно "да" или "не" одлучивали о судбини полуфиналиста на овом такмичењу. У наставку вам доносимо табеле сваког полуфинала са именима извођача и песама, као и именима оних који су се пласирали у финале.
Велико финале Југославије 1973. одржано је 3. марта, а наступило је 12 извођача који су се борили за ласкаву титулу победника Југославије и одлазак на Песму Евровизије у Луксембург. Победника у финалу одлучивали су гласови жирија. Свака република и свака аутономна покрајина имале су по пет жирија, смештених у пет градова, а сваки жири је имао по десет чланова. Чланови жирија додељивали су бодове у распону од један до девет, а објављивање њихових гласова показало је да је победник Југовизије 1973. године био Здравко Чолић са песмом Гори ватра.

### Прво полуфинале
# - редни број извођења
| #   | ПЕРФОРМЕР        | ПЕСМА                       |
| 1.  | Боба Стефановић  | Пиши ми                     |
| 2.  | Корни група      | Етида                       |
| 3.  | Зафир Хаџиманов  | Украст ћу те                |
| 4.  | Драго Диклић     | Стара реко                  |
| 5.  | Влада и бајка    | Док те гледам               |
| 6.  | Далибор Брун     | Одисеја                     |
| 7.  | Елда Велер       | Слишиш, шкољка поје ти      |
| 8.  | Едвин Флисер     | Кот некдо ки ше упа         |
| 9.  | Срце             | Разриј си меј декле         |
| 10. | Дитка Хаберл     | Младе очи                   |
| 11. | Ото Пестнер      | Много сречних лет од тод    |
| 12. | Јанко Ропрет     | Зелено сонце                |
| 13. | Мајда Сепе       | Некоћ некје                 |
| 14. | Бисерка Спевец   | Сјети се мене               |
| 15. | Милан Мутавџић   | Ако слушаш ову песму        |
| 16. | Нина Спирова     | Никад те срести нисам смела |
| 17. | Некмија Пагаруша | Е ветмја дашури             |
| 18. | Љиљана Чаволи    | Уштон мали                  |

### Друго полуфинале
# - редни број извођења
| #   | ПЕРФОРМЕР                                | ПЕСМА                   |
| 1.  | Здравко Чолић                            | Гори ватра              |
| 2.  | Амбасадори                               | Као река                |
| 3.  | Махир Палош                              | Гдје си сада            |
| 4.  | Индекси                                  | Дјеца љубави            |
| 5.  | Јадранка Стојаковић                      | Прича о нама            |
| 6.  | Лена Трајковска                          | Мајко                   |
| 7.  | Зоран Георгиев                           | Златна гитара           |
| 8.  | Данијела Панчетовић & Зоран Милосављевић | Нежно, нежно            |
| 9.  | Драган Мијалковски                       | Кога си сама            |
| 10. | Диме Поповски                            | О галеби бели           |
| 11. | Хрвоје Хегедушић, Срђан & Буцо           | Елегија                 |
| 12. | Невиа Ригуто                             | Зашто си отишао         |
| 13. | Иво Робић                                | Дивно је                |
| 14. | Младен Козјак                            | Моја драга спава        |
| 15. | Неда, Дарио & Миљенко                    | Мала из III.Б           |
| 16. | Зденка Вучковић                          | Пусти ме                |
| 17. | Делфини                                  | Вољела је свирати Баха  |
| 18. | Крунослав Слабинац                       | Пољуби ме за срећан пут |

### Резултати гласања у финалу
| #   | ПЕРФОРМЕР                      | ПЕСМА                   | БОДОВА | МЕСТО |
| 1.  | Далибор Брун                   | Одисеја                 | 220    | 7.    |
| 2.  | Делфини                        | Вољела је свирати Баха  | 152    | 11.   |
| 3.  | Крунослав Слабинац             | Пољуби ме за срећан пут | 238    | 4.    |
| 4.  | Неда, Дарио & Миљенко          | Мала из III.Б           | 232    | 6.    |
| 5.  | Јадранка Стојаковић            | Прича о нама            | 213    | 8.    |
| 6.  | Мајда Сепе                     | Некоћ некје             | 208    | 9.    |
| 7.  | Здравко Чолић                  | Гори ватра              | 285    | 1.    |
| 8.  | Влада и бајка                  | Док те гледам           | 186    | 12.   |
| 9.  | Зафир Хаџиманов                | Украст ћу те            | 201    | 10.   |
| 10. | Хрвоје Хегедушић, Срђан & Буцо | Елегија                 | 251    | 2.    |
| 11. | Корни група                    | Етида                   | 250    | 3.    |
| 12. | Елда Велер                     | Слишиш, шкољка поје ти  | 238    | 4.    |

## Песма Евровизије
Чолић је на Евросонгу освојио 65 бодова, што је било довољно за 15. место на табели од 17 учесника.